# Tamarley Thomas
Pour les articles homonymes, voir Thomas.
Tamarley Thomas est un footballeur antiguais, né le 28 juillet 1983 à St. John's, qui évolue au poste de milieu de terrain avec le Hoppers FC dans le championnat d'Antigua-et-Barbuda.

## Carrière

### En club
Joueur du Hoppers FC, Tamarley Ziggy Thomas évolue aussi durant trois saisons au sein de l'Antigua Barracuda, club antiguais qui joue en USL Pro de 2011 à 2013. Il y côtoie des joueurs tels que Peter Byers ou James Marcelin.

### En équipe nationale
Convoqué pour la première fois en équipe d'Antigua-et-Barbuda en 2002, à l'occasion des qualifications pour la Gold Cup 2003, Tamarley Thomas compte 61 capes avec un total de 12 buts marqués. 
Il dispute notamment trois éliminatoires de Coupe du monde en 2006, 2014 et 2018 (15 matchs, 6 buts).

#### Buts en sélection
| Buts en sélection de Tamarley Thomas | Buts en sélection de Tamarley Thomas | Buts en sélection de Tamarley Thomas                          | Buts en sélection de Tamarley Thomas | Buts en sélection de Tamarley Thomas | Buts en sélection de Tamarley Thomas | Buts en sélection de Tamarley Thomas |
|                                      | Date                                 | Lieu                                                          | Adversaire                           | Score                                | Résultat                             | Compétition                          |
| ------------------------------------ | ------------------------------------ | ------------------------------------------------------------- | ------------------------------------ | ------------------------------------ | ------------------------------------ | ------------------------------------ |
| 1.                                   | 2 novembre 2004                      | Warner Park, Basseterre (Saint-Christophe-et-Niévès)          | Montserrat                           | 4-4                                  | 4-5                                  | QCAR 2005                            |
| 2.                                   | 6 février 2005                       | Barbados National Stadium, Bridgetown (Barbade)               | Barbade                              | 0-1                                  | 3-2                                  | Amical                               |
| 3.                                   | 27 août 2006                         | Antigua Recreation Ground, St. John's (Antigua-et-Barbuda)    | Saint-Vincent-et-les-Grenadines      | 1-0                                  | 1-0                                  | Amical                               |
| 4.                                   | 20 septembre 2006                    | Antigua Recreation Ground, St. John's (Antigua-et-Barbuda)    | Anguilla                             | 3-1                                  | 5-3                                  | QCAR 2007                            |
| 5.                                   | 2 septembre 2011                     | Sir Vivian Richards Stadium, North Sound (Antigua-et-Barbuda) | Curaçao                              | 3-1                                  | 5-2                                  | QCM 2014                             |
| 6.                                   | 7 octobre 2011                       | Ergilio Hato Stadion, Willemstad (Curaçao)                    | Curaçao                              | 0-1                                  | 0-1                                  | QCM 2014                             |
| 7.                                   | 11 octobre 2011                      | Sir Vivian Richards Stadium, North Sound (Antigua-et-Barbuda) | Îles Vierges des États-Unis          | 1-0                                  | 10-0                                 | QCM 2014                             |
| 8.                                   | 11 octobre 2011                      | Sir Vivian Richards Stadium, North Sound (Antigua-et-Barbuda) | Îles Vierges des États-Unis          | 5-0                                  | 10-0                                 | QCM 2014                             |
| 9.                                   | 11 octobre 2011                      | Sir Vivian Richards Stadium, North Sound (Antigua-et-Barbuda) | Îles Vierges des États-Unis          | 8-0                                  | 10-0                                 | QCM 2014                             |
| 10.                                  | 15 novembre 2011                     | Stade Sylvio-Cator, Port-au-Prince (Haïti)                    | Haïti                                | 0-1                                  | 2-1                                  | QCM 2014                             |
| 11.                                  | 8 mars 2015                          | Antigua Recreation Ground, St. John's (Antigua-et-Barbuda)    | Îles Vierges des États-Unis          | 2-0                                  | 2-0                                  | Amical                               |
| 12.                                  | 15 mars 2015                         | Antigua Recreation Ground, St. John's (Antigua-et-Barbuda)    | Dominique                            | 1-0                                  | 1-0                                  | Amical                               |

## Palmarès

### En club
- Hoppers FC
  - Champion d'Antigua-et-Barbuda en 2015-16 et 2017-18.